# نافنوپین
نافنوپین (به انگلیسی: Nafenopin) یک ترکیب شیمیایی با شناسه پاب‌کم ۱۹۵۹۲ است. 